# Marah
Marah là một chi thực vật có hoa trong họ Cucurbitaceae.

## Hình ảnh

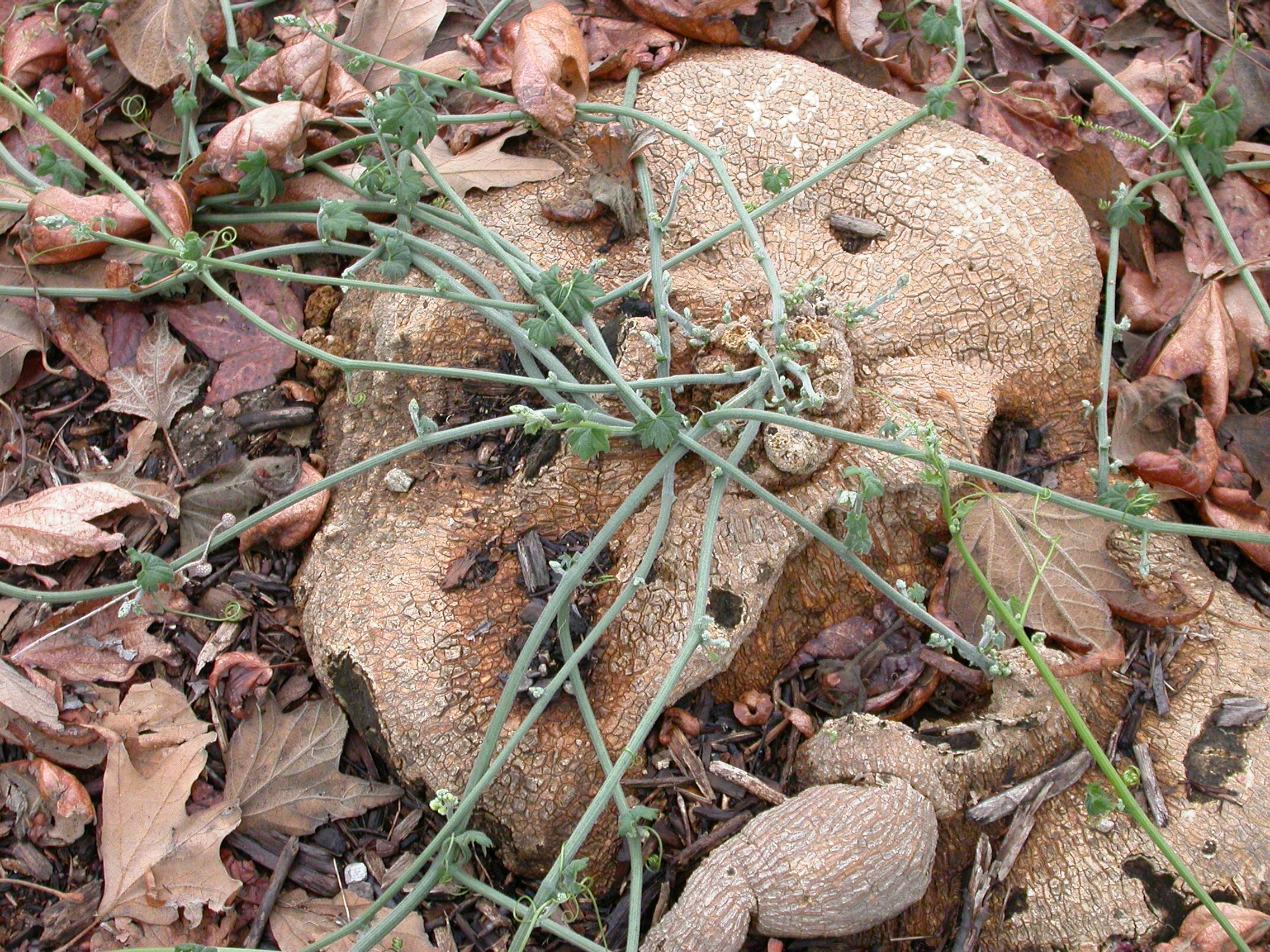
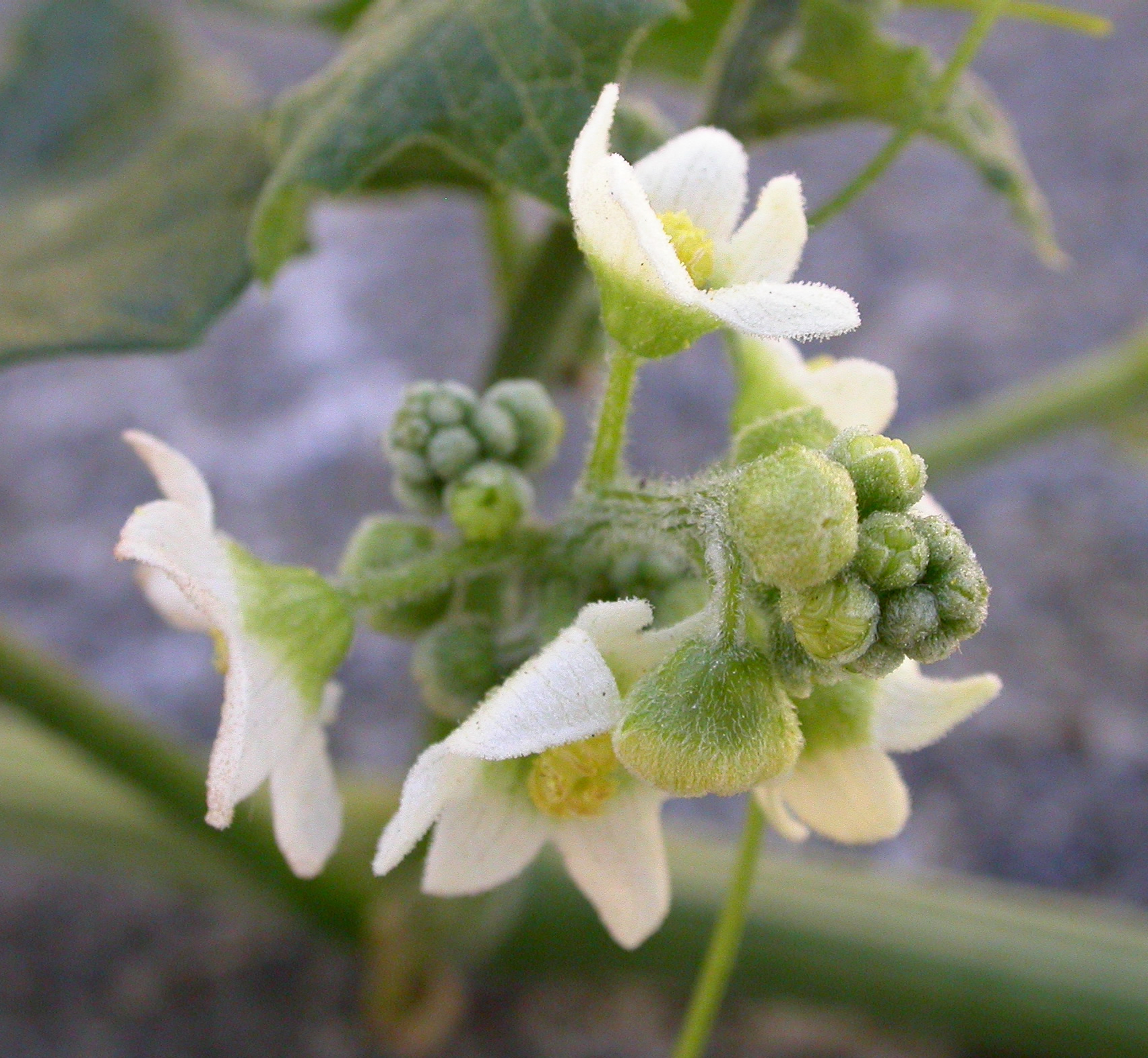
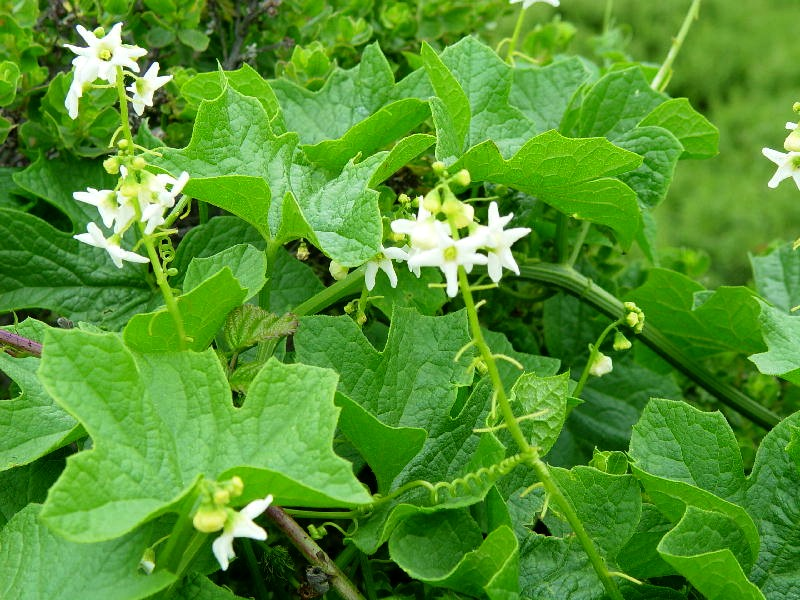
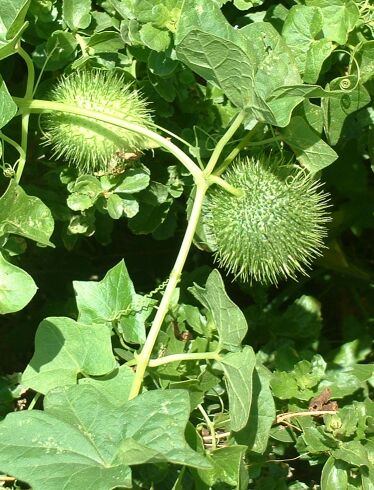

## Loài
Chi Marah gồm các loài: